# Хаутала, Кристина
Кристина Хаутала (фин. Kristina Hautala; род. 28 июня 1948 в Стокгольме) — финская певица шведского происхождения, представительница Финляндии на конкурсе песни Евровидение 1968.
В 1966 году Кристина выпустила дебютный сингл «En koskaan» — финскоязычную версию популярной в то время композиции Дасти Спрингфилд «You Don’t Have To Say You Love Me». Шведка Хаутала буквально в одночасье стала «звездой» в Финляндии. В дальнейшем певица часто исполняла кавер-версии популярных в то время песен на финском языке. В частности, «Rakkautta vain» (кавер на песню The Beatles «All You Need Is Love») и «Kuinkas hurisee» (Пегги Ли — «So What’s New») становятся хитами, что сделало Хауталу одной из наиболее успешных исполнительниц в Финляндии 1960-х гг. В период с 1966 по 1970 она выпустила в общей сложности двадцать синглов. В 1970 году она снялась в телепередаче вместе с Лассе Мортенсоном; в дальнейшем она записала с ним совместный альбом «Kristina & Lasse».
Наиболее известным стало выступление певицы на песенном фестивале Евровидение 1968, где она исполнила песню «Kun kello käy» (рус. Когда проходит время).
В 1972 году исполнительница покидает шоу-бизнес и возвращается обратно в Швецию. На родине она занялась изучением психологии и социологии в местных университетах; в дальнейшем она работала психологом-консультантом у местных деятелей искусства.
В 2003 году Кристина снова вернулась на сцену, выпустив альбом «Hetki tää» в сотрудничестве с «Matti Viita-aho Group».